# Гайдук Мирослав Іванович
Мирослав Іванович Гайдук псевдо.: «Федір», «Бігун», «Степан», «Довбуш», «Гаврило», «Шапка»; нар. 1920, м. Вижниця — пом. 11 жовтня 1945, м. Чернівці) — український військовик, військовий референт Буковинського окружного проводу ОУН, один з організаторів Буковинського куреня УПА.

## Життєпис
Мирослав Гайдук народився у місті Вижниця. Закінчив Вижницьку гімназію та Празький університет, де навчався на архітектора.
З 1940 року член ОУНР. У 1941 році Мирослав Гайдук провідник Вижницького районного проводу ОУН, з осені 1942 по 1943 рік — провідник Сторожинецького повітового проводу ОУН.
Організаційний референт Буковинського обласного проводу ОУН з березня 1943 до травня 1944 року.
Від травня до листопада 1944 року військовий (організаційно-мобілізаційний) референт Буковинського обласного проводу ОУН. У листопаді 1944 року Буковинська область ОУН була реорганізована в Буковинську округу Карпатського краю ОУН, і Мирослав Гайдук призначений військовим референтом Буковинського окружного проводу (листопад — 29 грудня 1944 року).
Захоплений у полон військовими НКВС 29 грудня 1944 року під час бою біля с. Васловівці Садгірського району.
22 серпня 1945 року військовим трибуналом військ НКВС Чернівецької області засуджений до вищої міри покарання — страти. Розстріляний у Чернівецькій в'язниці 11 жовтня 1945 року.